# Kungariket Slavonien
Kungariket Slavonien (kroatiska: Kraljevina Slavonija, tyska: Königreich Slawonien, latin: Regnum Sclavoniae) var en administrativ enhet i Habsburgska riket, benämnt Kejsardömet Österrike 1804-1867. Kungariket ägde bestånd mellan 1745 och 1868 och omfattade de norra delarna av dagens Slavonien i Kroatien och regionen Srijem/Srem som idag delas mellan Kroatien och Serbien. De södra delarna av kungariket var en del av den så kallade Militärgränsen, även den en del av Habsburgska riket. 

## Historia
Kungariket Slavonien skapades 1745 av delar av habsburgska Militärgränsen. Det var en del av kungariket Kroatien (1745-1849) och en av sankt Stefanskronans länder. Efter 1849 administrerades kungariket Kroatien och kungariket Slavonien som två separata konstitutionella enheter fram till den kroatisk-ungerska kompromissen (Nagodba) 1868 då de två kungarikena formellt förenades i en enhet kallad kungariket Kroatien och Slavonien.